# Lakatos István (zenetörténész)
Lakatos István, szignója tempo (Nagyzorlenc, 1895. február 26. – Kolozsvár, 1989. szeptember 22.) zenetörténész.

## Élete
A középiskolát Balázsfalván és Kolozsvárott végezte. A budapesti Zeneakadémián Koncz Jánosnál tanult hegedülni. 1922-ben a budapesti Műegyetemen építészmérnöki oklevelet szerzett. 1946-ban a Bolyai Tudományegyetemen doktorált művészettörténetből, etnográfiából és irodalomtörténetből. 1919 és 1954 között a kolozsvári mérnöki hivatalnál mérnökként dolgozott, emellett 1919-1923 között hegedűtanár volt a Marianumban, illetve 1949-1963 között a Gheorghe Dima Zeneművészeti Főiskolán zenetörténetet adott elő. Kutatási területe az erdélyi román, magyar és szász zenekultúra volt. Zenetörténeti írásai az Erdélyi Múzeum, Pásztortűz, Hitel, Studia Musicologica, Musica, Acta Musei Napocensis, Studii de Muzicologie, Magyar Zenei Szemle és Magyar Zene, valamint a Zenetudományi írások című könyvsorozat hasábjain jelentek meg.

## Művei
- Magyaros elemek Brahms zenéjében, Kolozsvár, 1935 (Erdélyi Tudományos Füzetek 78.)
- Az új magyar műzene, Kolozsvár, 1936 (Szövege a MEK-ben)
- A román zene fejlődéstörténete, Kolozsvár, 1938 (Szövege a MEK-ben)
- A muzsikus Ruzitskák Erdélyben, Kolozsvár, 1939
- A román népdal és irodalma, Budapest, 1939
- Brassai Sámuel és a muzsika, 1941
- Egy erdélyi muzsikus vallomásai: Ruzitska György emlékezései 1856-ból, Erdélyi Tud. Füzetek, 1940
- Székelyudvarhely legrégibb leírása, Kolozsvár, 1942
- Bibliográfia az 1919-40 erdélyi szerzőktől önállóan megjelent magyar zenei vonatkozású munkákról, Kecskemét, 1943
- Farkas Ödön, Magyar Zenei Szemle, 1943
- Liszt Ferenc Erdélyben, Kolozsvár, 1943
- Liszt Ferenc Kolozsváron, Kolozsvár, 1944
- A Kolozsvári Zenetársaság története, Magyar Zenei Szemle, 1944
- Erkel F. élete és munkássága, mint összekötő kapocs a magyar és román zenekultúra között (V. Cosmával), Budapest, 1954
- Zenetörténeti írások, Bukarest, 1971
- Kodály művészetének romániai útja, Budapest, 1972
- Kolozsvári magyar muzsikusok emlékvilága. Szemelvények a XIX. század zenei írásaiból, 1973
- A kolozsvári magyar zenés színpad (1792-1793), Bukarest, 1977